# 法円坂出入口
法円坂出入口（ほうえんざかでいりぐち）は、大阪府大阪市中央区にある、阪神高速道路13号東大阪線の出入口。環状線方面のみの出入口となるハーフICである。法円坂出口は一般道路（中央大通）との合流部に合流信号があり、慢性的な渋滞がおこっている。

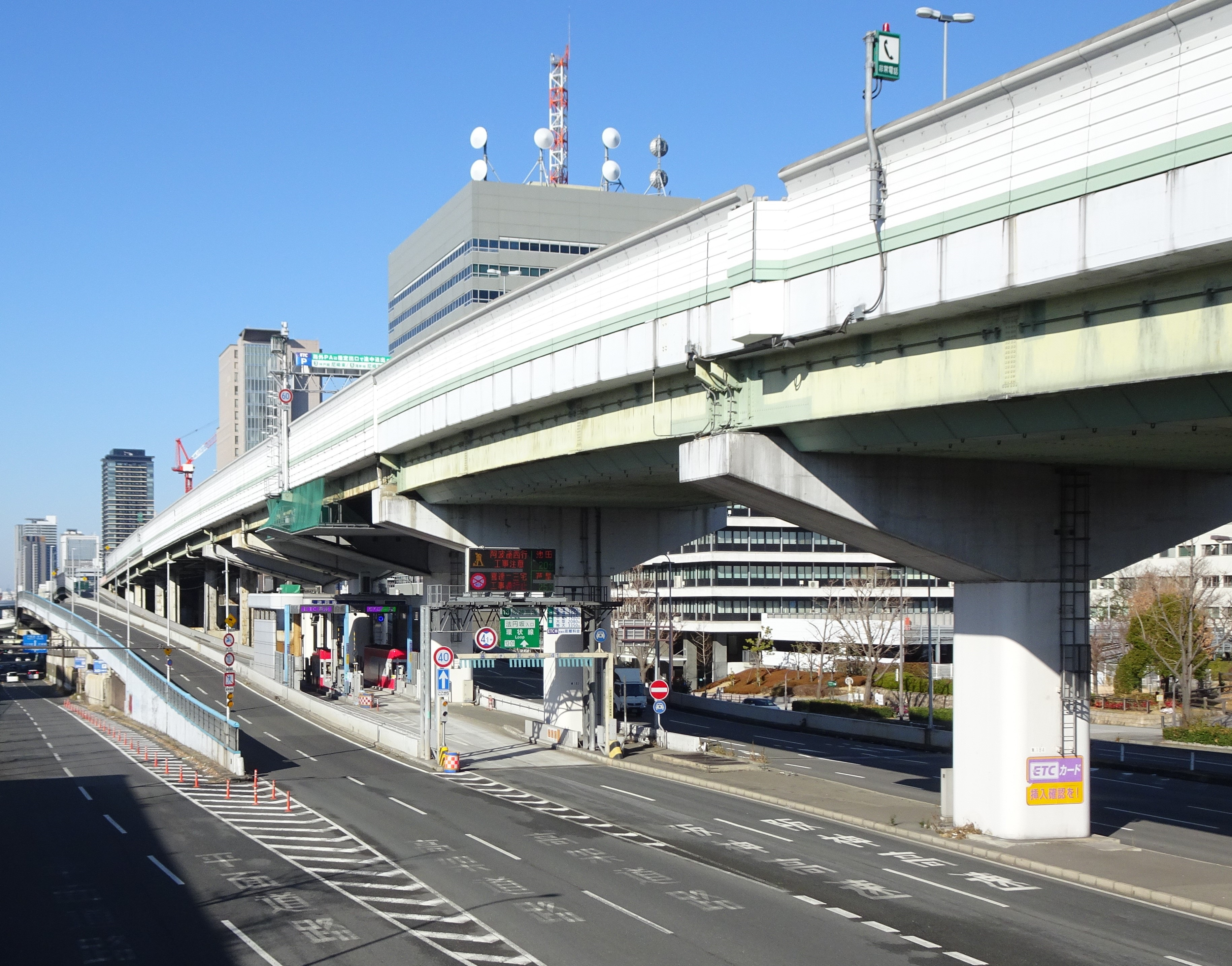
法円坂入口付近

## 道路
- 阪神高速13号東大阪線

## 接続する道路
- 中央大通
- 上町筋

## 周辺
- 大阪城
- NHK大阪放送局
- 大阪歴史博物館
- 国立病院機構大阪医療センター
- 難波宮跡
- 大阪府警本部庁舎
- 大阪府庁及び大阪府合同庁舎（第一～第四庁舎まで付近にある）
- 大阪管区気象台
- 谷町四丁目駅

## 隣
阪神高速13号東大阪線
東船場JCT - (13-01)法円坂出入口 - (13-02)森之宮出入口 - (13-03)高井田出入口